# Zavatilla flavotegulata
Zavatilla flavotegulata (лат.) — вил ос-немок рода Zavatilla из подсемейства Mutillinae.

## Распространение
Китай (Zhejiang, Jiangxi, Fujian).

## Описание
Мелкие пушистые рыжевато-коричневые осы-немки (бескрылые самки около 10 мм, крылатые самцы до 15 мм), голова и брюшко в основном чёрные. Самцы отличаются от близких видов желтовато-коричневыми тегулами и узкой перевязью золотистых волосков на 2 тергите чёрного брюшка.
Самки отличаются от близких видов рыжевато-коричневыми скапусом, ногами и первым флагелломером.
Самцы с симметричными вальвами пениса, скапус усика с одним вентральным килем, вольселла с паракусписом, флагелломеры короткие (флагелломер 1 имеет длину 1.0-1.2 × ширины), 2-й метасомальный стернит с короткой латеральной войлочной линией. Самки с проподеумом не шире, чем пронотум, поперечный изогнутый киль наличника с двумя сублатеральными выступами, которые могут быть мельче или крупнее, чем базальный медианный выступ клипеуса; скутеллярная чешуйка широкая (0.64-0.72 × расстояния между скуттелярной чешуйкой и внутренним краем заднего дыхальца); пигидиальная пластинка широкая (0.6-0.7 × общей ширины 6-го метасомального тергита), латерально окаймлённая, тонко гранулированная или продольно бороздчатая в базальной части и в основном блестящая в апикальной части. У самцов 13-члениковые усики, у самок — 12-члениковые. Тело в густых волосках. Самка осы пробирается в чужое гнездо и откладывает яйца на личинок хозяина, которыми кормятся их собственные личинки.

## Классификация
Вид был впервые описан в 1957 году итальянским зоологом Эдоардо Дзаваттари (Edoardo Zavattari, 1883—1972) под первоначальным названием и в статусе подвида Smicromyrme gutrunae flavotegulata  Chen, 1957. Относится к трибе Trogaspidiini. В 1996 года включён в состав рода Zavatilla, а в 2018 году получил современное именование и видовой статус.